# Rocca Strozzi
La Rocca Strozzi è un castello costruito nel XIV secolo nella città di Campi Bisenzio. Sorge sulla riva destra del fiume Bisenzio, nei pressi del ponte che collega il centro storico con i quartieri occidentali. È una costruzione in laterizi a base quadrangolare con un torrione angolare.

## Storia
Nell'XI secolo i Mazzinghi, la famiglia guelfa feudataria del castello di Campi, costruì una prima rocca che venne poi distrutta per vendetta dai ghibellini dopo la battaglia di Montaperti (1260).
La fortezza venne poi ricostruita nel 1376 dalla Repubblica Fiorentina, per assicurare una maggiore difesa al castello di Campi che nei decenni precedenti era stato assalito diverse volte dai nemici di Firenze.
L'importanza militare della rocca venne meno nel Cinquecento e, acquistata dalla famiglia Strozzi che qui aveva molti possedimenti e fu trasformata in fattoria. Ulteriori modifiche furono effettuate nel XIX secolo e per qualche decennio tra il XIX e il XX secolo ospitò anche la locale caserma dei Carabinieri. Poi la proprietà passò allo Stato italiano, quando gli eredi dell'ultimo Strozzi l'hanno ceduta come pagamento delle tasse di successione; venne poi acquisita dall'amministrazione comunale che iniziò il restauro dell'opera.

## Galleria d'immagini

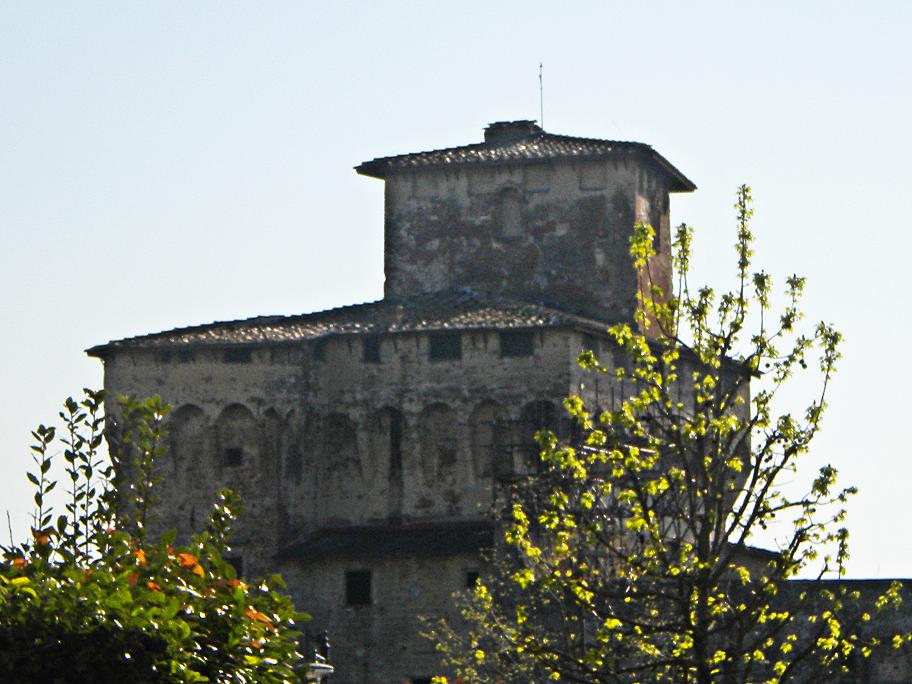
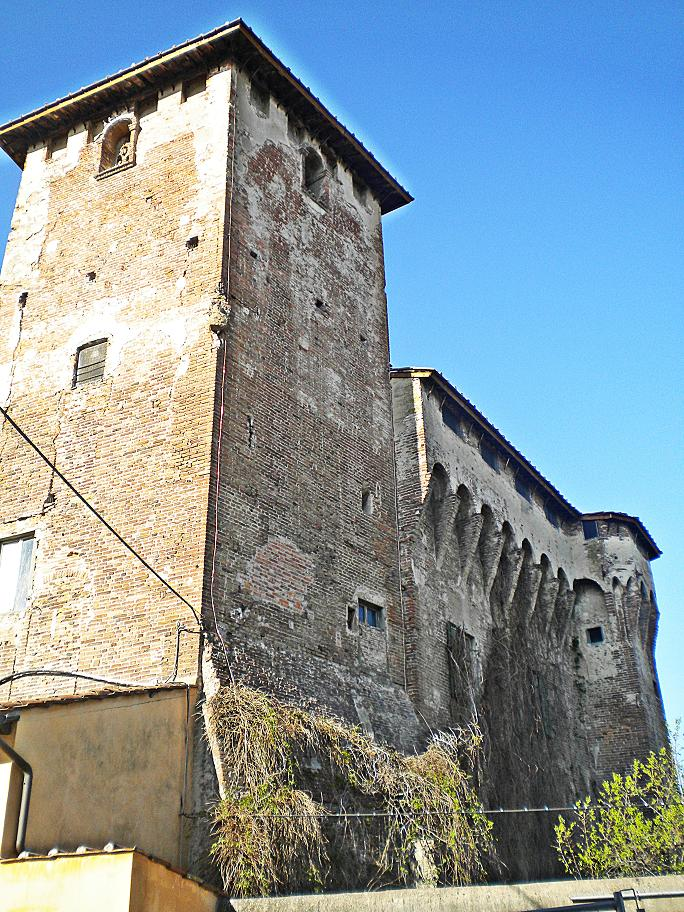
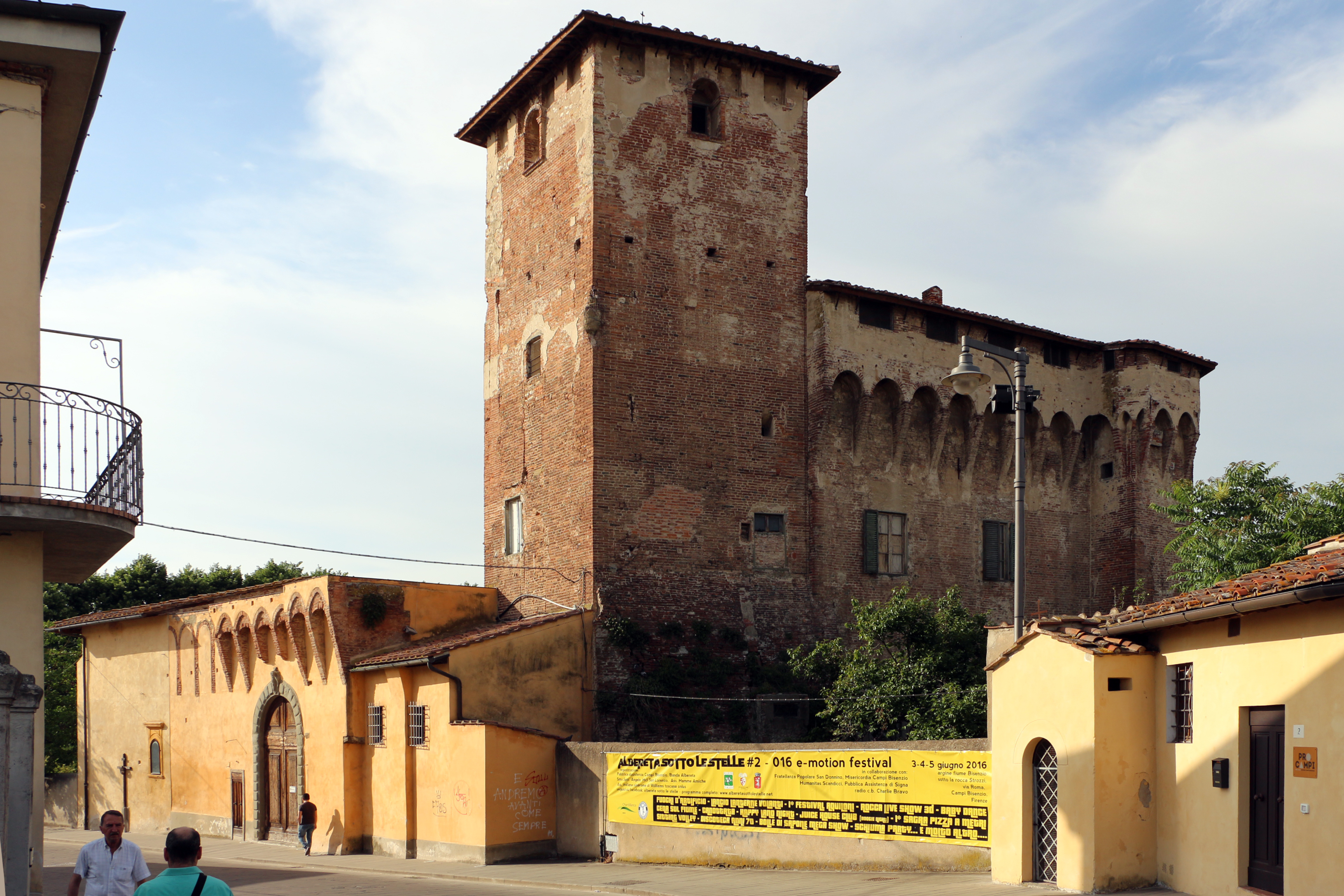
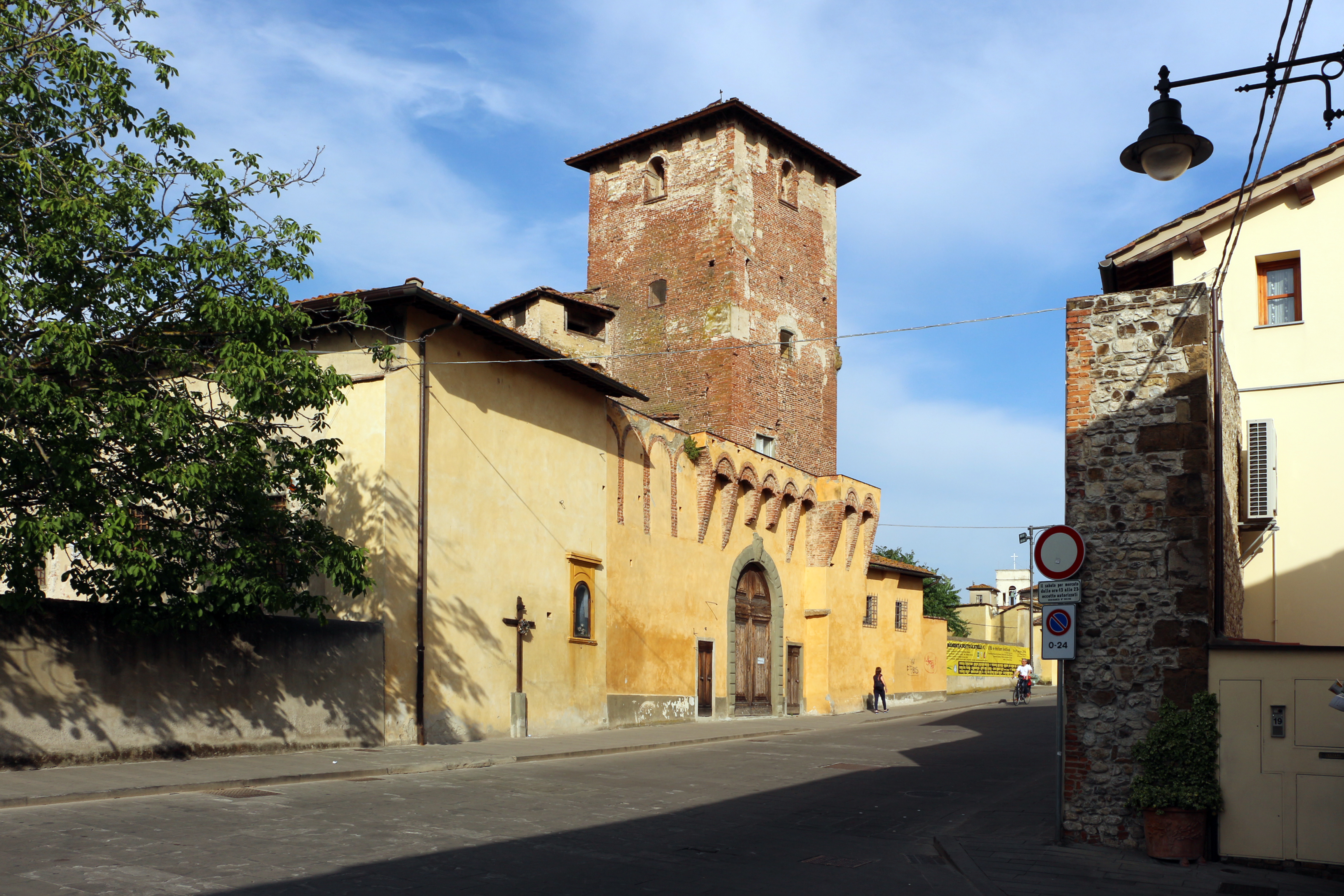
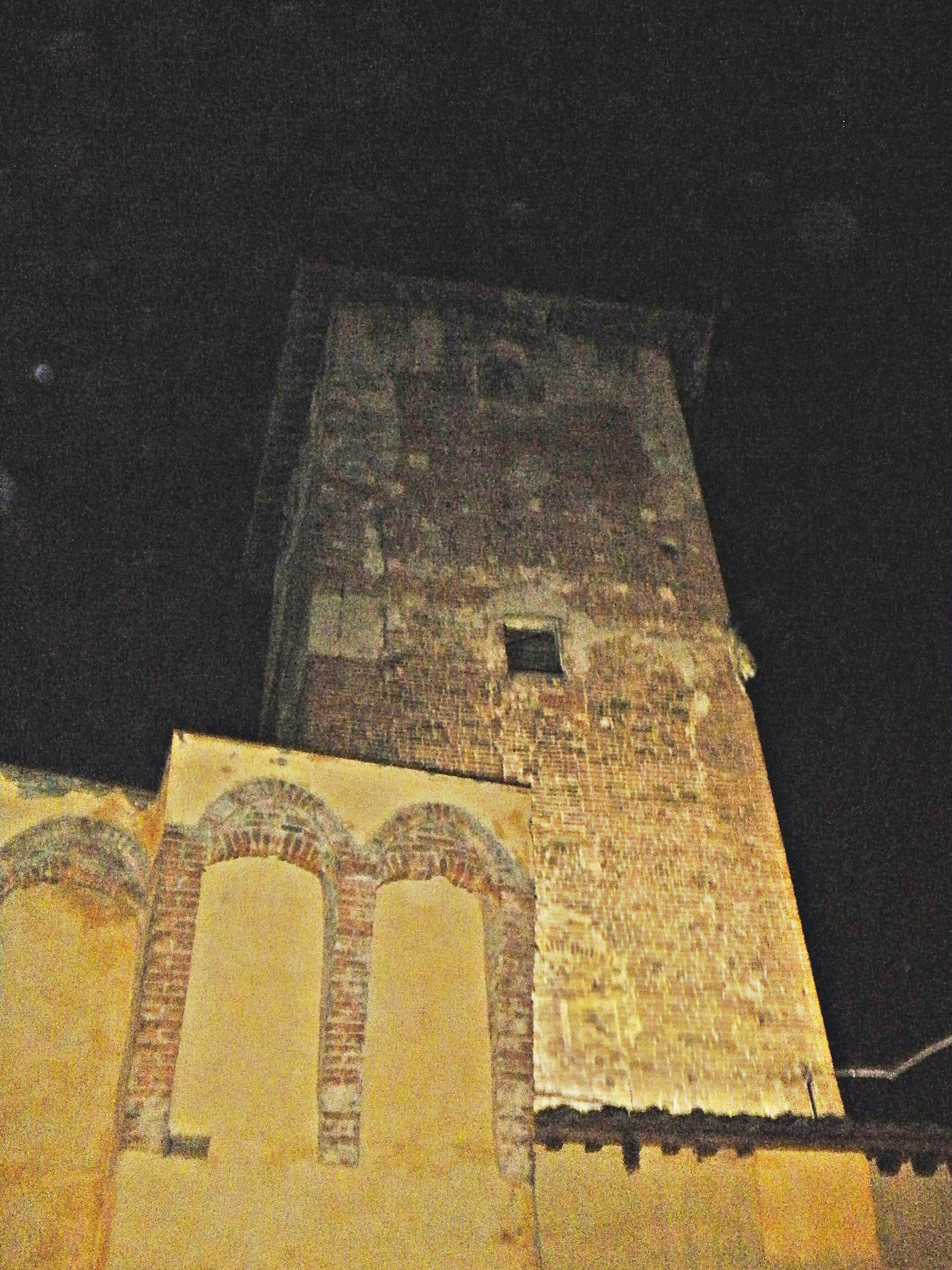
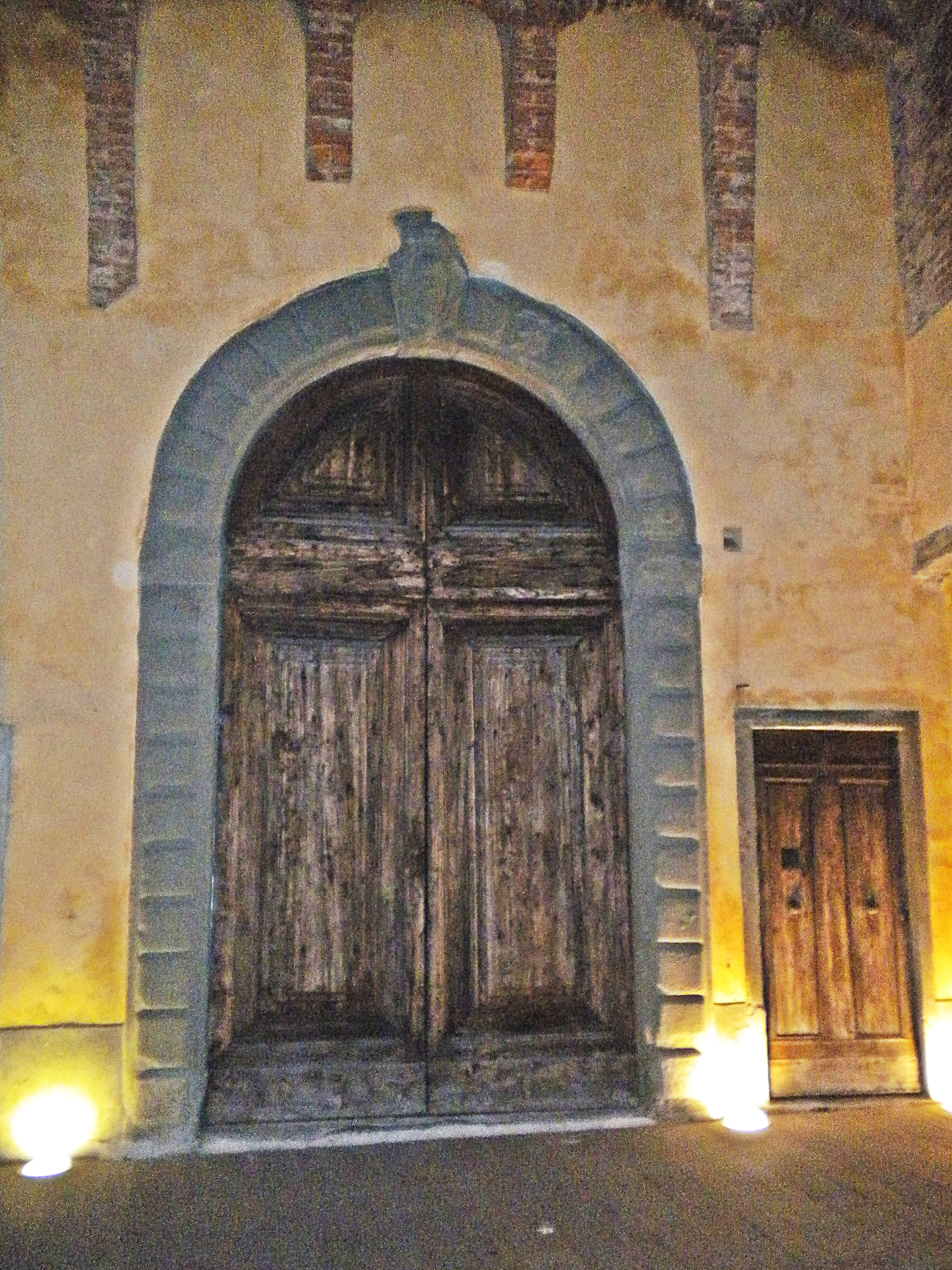
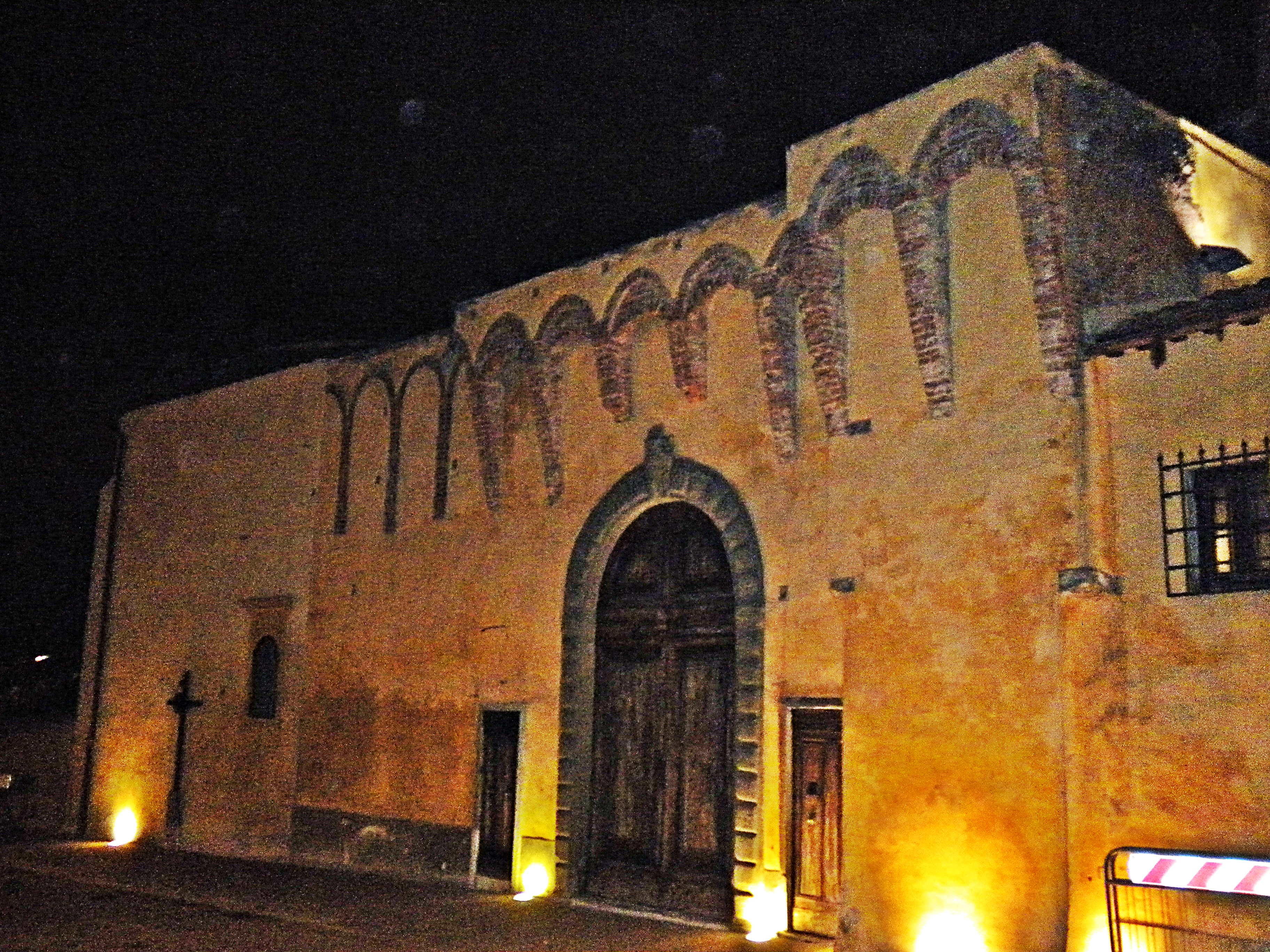
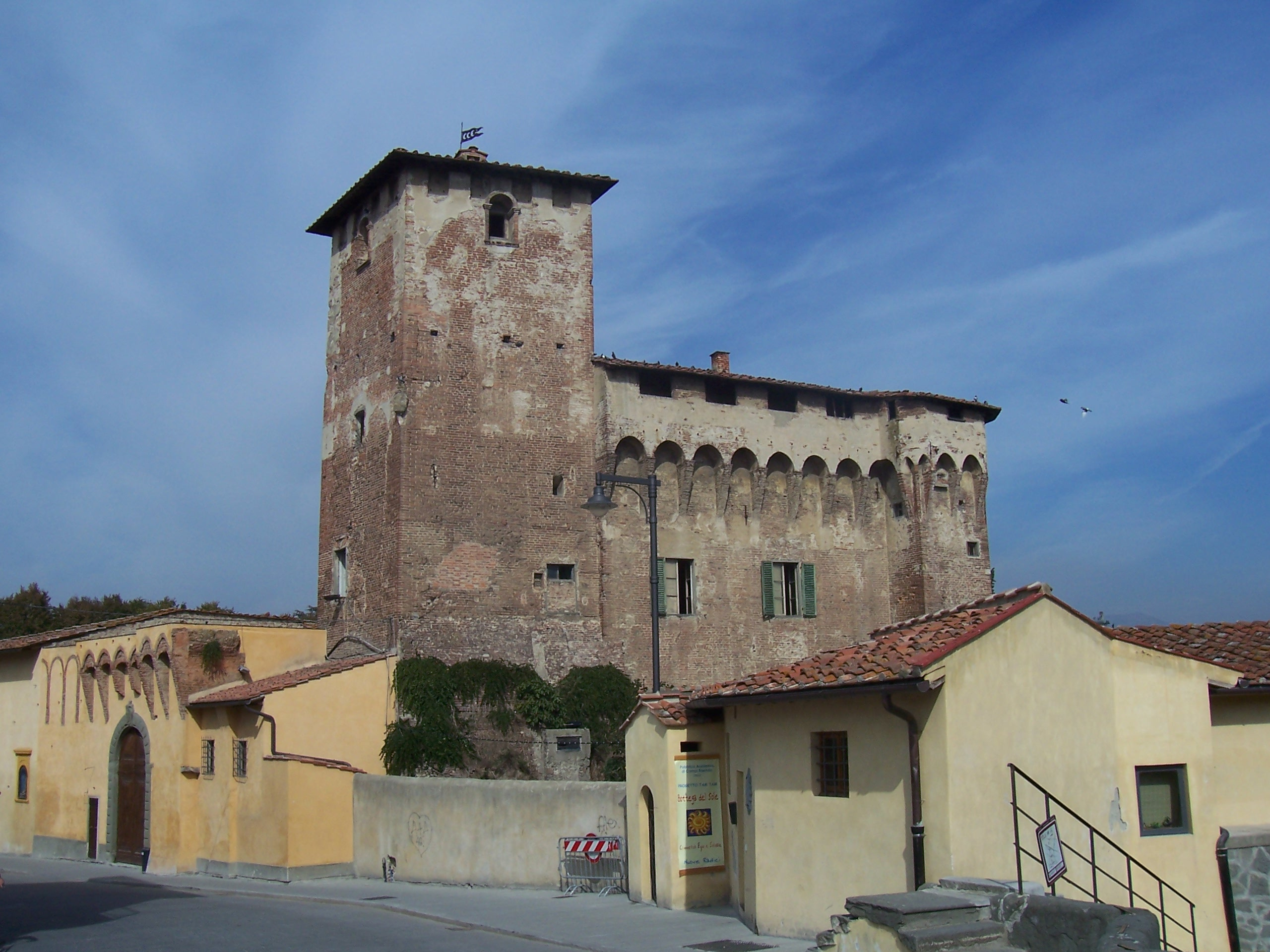